# Filialkirche Niederzirking

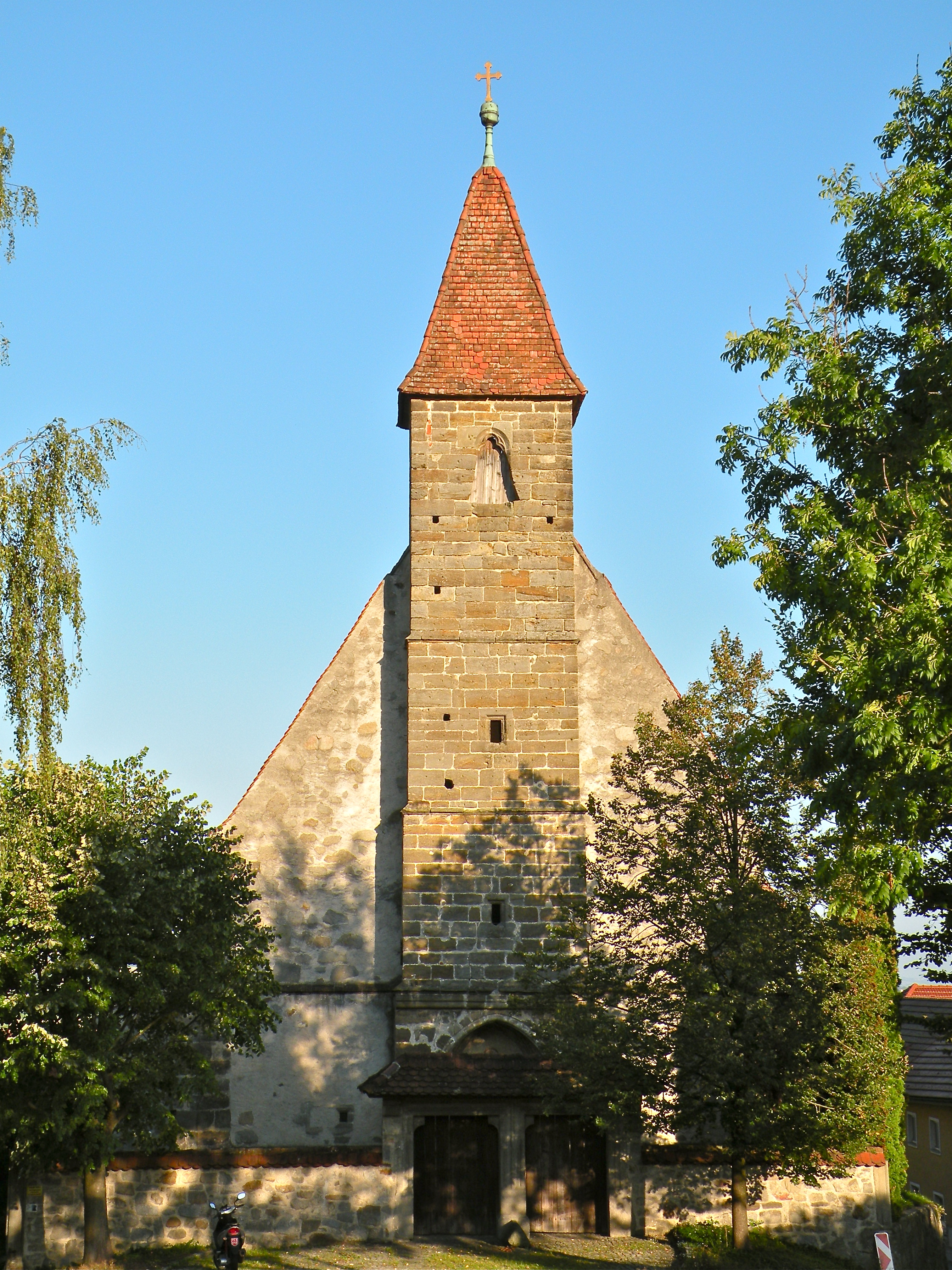
Filialkirche und Wallfahrtskirche Mariä Himmelfahrt in Niederzirking

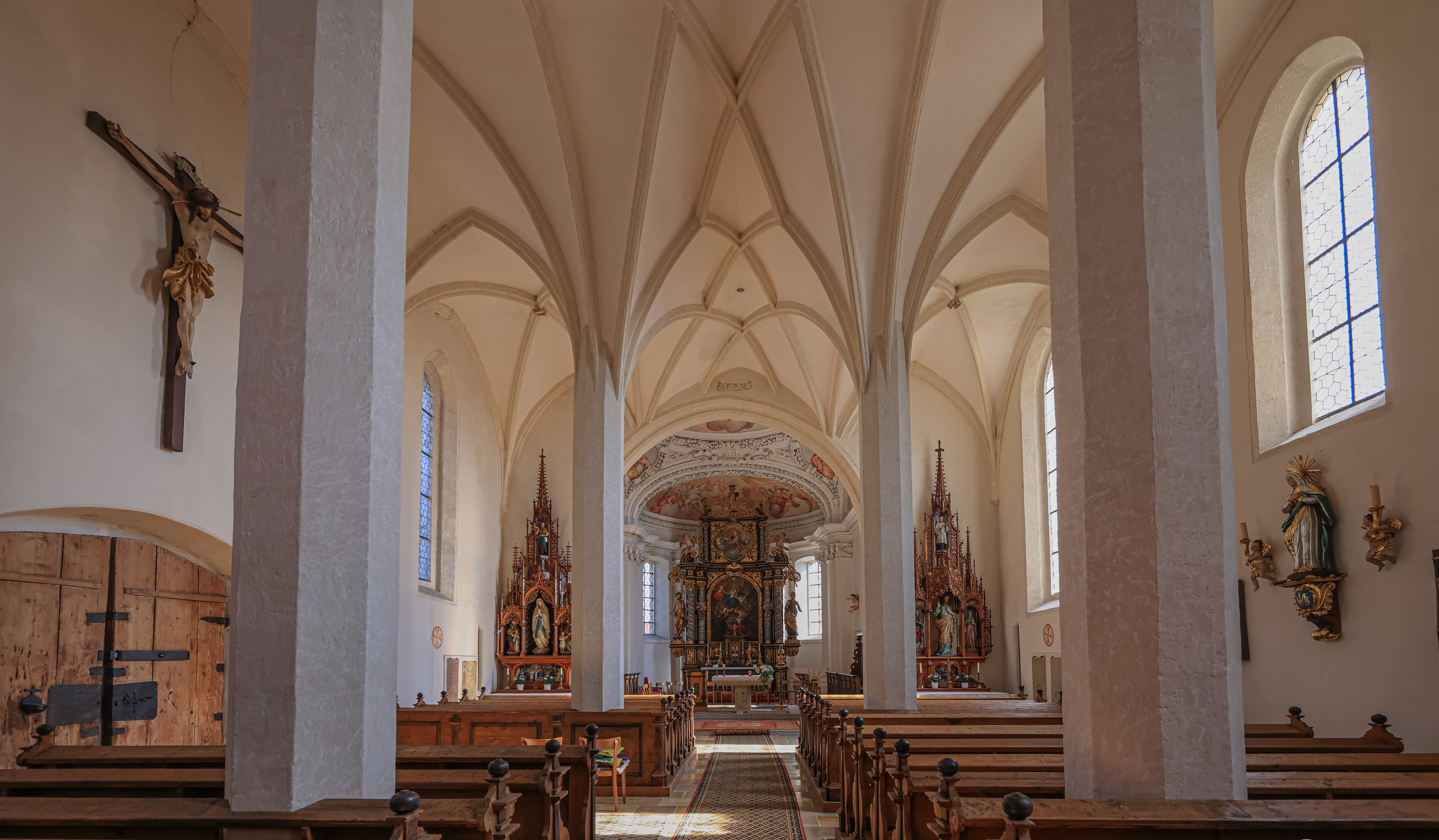
Ansicht durch das Langhaus mit dem gotischen Kruzifix aus 1520 zum Hauptaltar

Die Filialkirche Niederzirking steht in der Ortschaft Niederzirking in der Marktgemeinde Ried in der Riedmark im Bezirk Perg in Oberösterreich. Die unter dem Patrozinium des Festes Mariä Himmelfahrt stehende Filialkirche der Pfarrkirche Ried in der Riedmark gehört zum Dekanat Perg der Diözese Linz. Die Kirche steht unter Denkmalschutz (Listeneintrag).

## Geschichte
Die Kirche in Niederzirking ist eine der ältesten Marienkirchen Oberösterreichs und war ursprünglich ein Quellenheiligtum, das erst anlässlich der Übernahme der Pfarre durch die Augustiner-Chorherren von Stift Sankt Florian am 8. September 1123 zu einer Marienkirche geweiht wurde. Die Wallfahrtskirche befand sich im Kreuzungsbereich wichtiger Verkehrsverbindungen.

## Kirchengebäude
An der Stelle einer älteren, nicht mehr nachweisbaren, Holzkirche, wurde um 1123 eine erste romanische, 16 Meter lange, Steinkirche errichtete, deren Überreste 1984 im 900 Jahre alten Friedhof freigelegt wurde.
1360 erfolgte eine frühgotische Erneuerung der Kirche. Spätgotische Erweiterungen erfolgten 1470 durch die Errichtung eines Langhauses und 1523 mit dem Anbau eines polygonalen Chors mit Strebepfeilern. Die Empore verfügt über eine Maßwerk-Brüstung mit Blattformen, Wirbelrädern und Fischblasen und ragt im Mittelteil Richtung Altarraum.
1635 wurde eine barocke Seitentür eingebaut und 1671 die Sakristei errichtet. Um 1694 wurde der Altarraum nach Plänen von Carlo Antonio Carlone barockisiert.
Das westliche Joch der Kirche ist kleiner als die drei folgenden. Die Seitenschiffe haben Kreuzrippengewölbe, das Mittelschiff ein Netzrippengewölbe.
An der Nordseite dieser Hallenkirche befindet sich ein Doppelportal mit Schulterbogen in einem profilierten spitzbogigen Rahmen. Das Tympanonfeld enthält Reste eines Freskos Maria mit Jesus zwischen zwei Engeln.
Der Kirchturm war ursprünglich freistehend und wurde bei der Verlängerung des Langhauses in dessen Westfassade eingebunden und wahrscheinlich erhöht. Der vierzonige Turm besteht aus unverputztem Quadermauerwerk. An der West- und Ostseite befinden sich kleine gotische Rechteckfenster. Die Glockenstube verfügt über ein Spitzbogenfenster mit teilweise ausgebrochenem Maßwerk.

## Kircheninneres
Einrichtung
Aus der Zeit einer frühgotischen Erneuerung der Kirche um 1360 stammen romanisch-gotische Teile (insbesondere eine romanische Steinsäule und die alte Altarplatte) des im Jahr 1985 aufgestellten Volksaltars. 1997 wurde neben dem Volksaltar eine Kopie der Madonna von Montserrat aufgestellt, eine sogenannte Schwarze Madonna.
Der linke Seitenaltar ist neugotisch und wurde 1887 von Josef Kepplinger gebaut. Der rechte Seitenaltar aus 1920 ist ebenfalls neugotisch und stammt von Michael Plakolb.
Die Kirche verfügt über ein Deckengemälde (Fresko) in der Chorkuppel mit dem Motiv Maria unter den Heiligen (Melchior Steidl unter Mitwirkung von Johann Gumpp dem Älteren) sowie über einen vom Stift Florian geschenkten, mit 1696 bezeichneten barocken Hochaltar mit dem Altarbild Mariä Himmelfahrt, das Martino Altomonte zugeschrieben wird.
Links vorne ist das ehemalige Hochaltarbild Schutzmantelmadonna von Clemens Beutler aus dem Jahr 1670 zu sehen, weiters das ursprünglich in der 1788 abgerissenen ehemaligen Kirche von Marwach als Hochaltarbild dienende Bild Maria mit den 14 Nothelfern.
1985 wurde die Kirche umfangreich saniert. In der Kirche ist seit 1993 das Bild Mariä Verkündigung (von Francesco Tevisani) aufgehängt, das sich im Besitz eines Bauern in Obernberg befand.
Im Langhaus hängt ein gotisches Kruzifix aus dem Jahr 1520 und gegenüber auf der Südwand die Bildkopien Maria Verkündigung und Maria Heimsuchung des Flügelaltars aus dem Jahr 1515 (Originale im Schlossmuseum Linz). Zwischen den beiden Bildern steht die Figur der Maria mit flankierenden Engeln aus der 2. Hälfte des 17. Jahrhunderts.
An den Innenwänden der Kirche sind mehrere Epitaphsteine von fünf Pflegern der Herrschaft Schwertberg/Windegg/Hart/Poneggen/Obenberg eingemauert. Von den vier weiteren Grabplatten erinnert eine an Maria Johanna Pillenögger († 1710).
Orgel
Die Orgel stammt aus dem ehemaligen Kloster Pulgarn und wurde von der Orgelbaufirma Mauracher im Jahr 1902 hierher übertragen.
Glocken
Im Jahr 1917 wurden alle drei Glocken für Rüstungszwecke im Ersten Weltkrieg beschlagnahmt und eingeschmolzen. Bis 1923 war die Kirche ohne Glocken. 1923 wurden eine 455 Kilogramm schwere Stahlglocke bei den Böhler-Werken in Kapfenberg angeschafft und eine kleine, 28 kg schwere Bronzeglocke im Wiener Arsenal erworben. 1929 kam die 290 Kilogramm schwere Remigius-Glocke aus der Pfarrkirche Ried dazu, wo ein völlig neues Vier-Geläut installiert worden war.

## Verwendung
Die Zirkinger Kirche dient heute vermehrt als Tauf- und Hochzeitskirche und wird auch für regelmäßige Gottesdienste genutzt.